# Земетресение в Колима (2003)
Земетресението в Колима през 2003 е с магнитуд от 7,3 по скалата на Рихтер. Бедствието се разразява на 21 януари 2003. Епицентърът се намира по тихоокеанското крайбрежие в щата Колима. Земетресението е усетено и в град Мексико.